# Kolej leśna Großmürbisch
Kolej leśna Großmürbisch (niem. Waldbahn Großmürbisch, skr. WbG) – rozebrana leśna kolej wąskotorowa o rozstawie szyn 760 mm znajdująca się dawniej w zachodniej części Węgier i południowo-wschodniej części Austrii.
Szlak miał 6,5 kilometra długości i łączył węgierską stację normalnotorową Alsórönök położoną na linii Graz – Szombothely (komitat Vas) z terenami leśnymi na terytorium Austrii, nad Reinersdorfer Bach przez Großmürbisch w Burgenlandzie.
Linia została otwarta w 1934. Transportowano nią w głównej mierze drewno. Pociągi prowadziła lokomotywa spalinowa przedsiębiorstwa Orenstein & Koppel. W 1935 trasę rozbudowano o odcinek kolei linowej. W 1936 na szlak wyjechała lokomotywa spalinowa typu RL 1a, zbudowana w 1930 również przez przedsiębiorstwo Orenstein & Koppel. W 1937 linię zlikwidowano, a materiały sprzedano.